# حسين خرجة
حسين خرجة (بالفرنسية: Houssine Kharja)‏ من مواليد 9 نوفمبر 1982 في بويسي في فرنسا، لاعب كرة قدم مغربي يلعب لنادي ستيوا بوخارست الروماني منذ سبتمبر 2015.

## مسيرته الكروية
بدأ مسيرته الكروية مع نادي سبورتنغ لشبونة البرتغالي في موسم 2000/2001، وفي عام 2001 انتقل إلى الدوري الإيطالي وبالضبط نادي ترنانا الإيطالي، ليجاوره هناك حتى موسم 2005/2006 حيث سينتقل إلى نادي روما الإيطالي على سبيل الإعارة، ثم سينتقل بعد ذلك إلى مجموعة من الأندية الإيطالية كـ نادي بياتشنزا ونادي سيينا ونادي جنوى قبل أن يحط الرحال مع بداية سنة 2011 ببطل إيطاليا وأوروبا والعالم إنتر ميلان على سبيل الإعارة حتى نهاية موسم 2010/2011. ويتضمن عقد إعارة خرجة من جنوى بنداً يسمح لـإنتر ميلان بالتعاقد مع المغربي بشكل نهائي بعد ختام الموسم،
في صيف 2011 انتقل إلى نادي فيورينتينا الذي لم يلعب له سوى 19 مباراة قبل أن يحط الرحال في الخليج وبالضبط العربي القطري في خطوى مفاجئة مقابل 3.2 مليون أورو لمدة موسمين وقد تم إلان التعاقد بشكل رسمي في 18 يوليو 2012 ، لكن مقام خرجة لم يدم طويلاً بالعربي حيث حدثث الواقعة الشهيرة مع لاعب الغرافة القطري لويس نيني حيث دار شجار بين اللآعبين أدى إلى توقيف خرجة من طرف الاتحاد القطري مع تغريمهم معاً لكن مسؤولو نادي العربي كان لهم رأي آخر حيث فسخوا عقد خرجة بتاريخ 31 مارس 2013 الشيء الذي دفع خرجة لرفع شكوى إلى الفيفا للمطالبة بمستحقاته ليبقى خرجة عاطلاً عن اللعب إلى حين الحصول على ترخيص من الفيفا ومعها تسلم مستحقاته كاملة وفي صيف 2013 كان خرجة قريباً من ليفرنو الإيطالي لكن لا شئء حدث، وفي يناير 2014 وقع خرجة عقداً مبدئياً مع نادي نوفارا الإيطالي لكن الاتحاد الإيطالي رفض منح اللآعب رخصة الممارسة بدعوى وجود مشاكل لاتزال عالقة بين خرجة والعربي وبالتالي أجهضت الصفقة، وفي صيف 2014 تحدثث تقارير على أن خرجة تلقى عرضين من نادي شيفلد الإنجليزي ومن نادي سوشو الفرنسي، وفي يوم 10 أكتوبر 2014 وبعد عطالة دامت عاماً ونصف أعلن نادي سوشو عن توقيعه للحسين خرجة إلة غاية نهاية موسم 2015/2014 وبالتالي يعود خرجة للتباري من جديد حيث لعب معهم موسم واحد في الدرجة الثانية الفرنسية حققوا خلاله المركز العاشر وفشلوا في تحقيق العودة إلى الليغ 1 حيث خاض خرجة 24 مباراة وسجل هدفاً واحداً وانتهى عقده مع سوشو في يونيو 2015 ولم يتم تجديده، وفي 18 سبتمبر 2015 أعلن نادي ستيوا بوخارست الروماني عن تعاقده مع حسين خرجة وبالتالي سيخوض تجربة جديدة في رومانيا بعد تجاربه في البرتغال وفرنسا وإيطاليا وقطر

## مسيرته الدولية
لعب أول مقابلة دولية ضد الغابون (2-0) في 20 يونيو 2003 ضمن تصفيات كأس أمم أفريقيا 2004 ، كما شارك 4 مرات في كأس أمم أفريقيا (2004-2006-2008-2012) وسجل 3 أهداف في دورة الغابون وغينيا الاستوائية 2012 وقد خاض 12 مباراة في مشاركاته في كأس أفريقيا، كما لعب للمنتخب الأولمبي خلال دورة الألعاب الأولمبية لندن 2012 وشارك معه في 3 مباريات، وقد ظل خرجة من ثوابث المنتخب إلى غاية وصول المدرب رشيد الطاوسي إلى منصب المدير الفني حيث استدعى خرجة للمباراة الحاسمة ضد الموزمبيق في 13 أكتوبر 2012 في اطار إياب الدور الحاسم المؤهل إلى كأس أمم أفريقيا 2013 علماً أن المنتخب المغربي كان قد خسر الذهاب بهدفين لصفر بالموزمبيق تحت قيادة إيريك غيريتس وقد كان خرجة كعادته لاعب مؤثر ومهم في المباراة حيث سجل الهدف الثالث في المباراة التي انتهت بفوز الأسود برباعية نظيفة وبالتالي تأهلهم إلى كان 2013 ، لكن بعد ذلك حدثت مشاكل بين خرجة والطوسي حيث إدعى الأخير أن خرجة لايرد على إتصالاته بينما قال خرجة أنه لم يتلقى أي اتصال من قبل المدرب الطاوسي في الحين الذي ظل فيه الطاوسي يحاول إعطاء مبرراته لإقصاء خرجة من لائحة الأسود فتارتاً يقول أنه لن يستدعي خرجة لأنه يعرف إمكانياته ولاداعي لتجريبه في المباريات الودية وتراتاً أخرى يقول أن إيقاع الدوري القطري الذي كان يلعب به خرجة آنداك بطيء ولايتناسب مع مخططاته، وهكذا ظل خرجة بعيداً عن الأسود وعن المنافسة بصفة عامة إلى غاية أن وقع لسوشو الفرنسي وبدأ يسترجع معه إمكانياته الشئ الذي جعل بادو الزاكي مدرب المنتخب المغربي ينادي عليه مجدداً للمشاركة في لقاء ودي ضد منتخب الأورغواي في 28 مارس 2015 وبالتالي يعود العميد خرجة إلى عرين الأسود بعد غياب دام سنتين ونصف حتى ظن فيه أن مشواره الدولي قد انتهى

## الأهداف الدولية
سجل حسين خرجة حتى الآن مع المنتخب المغربي 12 هدفاً في 79 مقابلة دولية موزعة على الشكل التالي :
| #  | التاريخ        | المكان                | الخصم      | الدقيقة | النتيجة | المسابقة                                   |
| -- | -------------- | --------------------- | ---------- | ------- | ------- | ------------------------------------------ |
| 1  | 5 يونيو 2005   | الرباط، المغرب        | مالاوي     | 71      | 4-1     | تصفيات بطولة كأس العالم لكرة القدم 2006    |
| 2  | 31 مايو 2008   | الرباط، المغرب        | إثيوبيا    | 85      | 3-0     | تصفيات بطولة كأس العالم لكرة القدم 2010    |
| 3  | 7 يونيو 2008   | نواكشط، موريتانيا     | موريتانيا  | 79      | 4-1     | تصفيات بطولة كأس العالم لكرة القدم 2010    |
| 4  | 20 أغسطس 2008  | الرباط، المغرب        | بنين       | 80      | 3-1     | مباراة ودية                                |
| 5  | 19 نوفمبر 2008 | الدار البيضاء، المغرب | زامبيا     | 3       | 3-0     | مباراة ودية                                |
| 6  | 10 أغسطس 2011  | دكار، السنغال         | السنغال    | 8       | 2-0     | مباراة ودية                                |
| 7  | 21 يناير 2012  | ليبرفيل، الغابون      | تونس       | 86      | 1-2     | كأس الأمم الأفريقية لكرة القدم 2012        |
| 8  | 27 يناير 2012  | ليبرفيل، الغابون      | الغابون    | 25      | 2-3     | كأس الأمم الأفريقية لكرة القدم 2012        |
| 9  | 27 يناير 2012  | ليبرفيل، الغابون      | الغابون    | 91      | 2-3     | كأس الأمم الأفريقية لكرة القدم 2012        |
| 10 | 2 يونيو 2012   | بانجول، غامبيا        | غامبيا     | 76      | 1-1     | تصفيات بطولة كأس العالم لكرة القدم 2014    |
| 11 | 9 يونيو 2012   | مراكش، المغرب         | ساحل العاج | 40      | 2-2     | تصفيات بطولة كأس العالم لكرة القدم 2014    |
| 12 | 13 أكتوبر 2012 | مراكش، المغرب         | موزمبيق    | 61      | 4-0     | تصفيات كأس الأمم الأفريقية لكرة القدم 2013 |

## الإنجازات
إنتر ميلان
- كأس إيطاليا : 2010–11

 ستيوا بوخارست
- كأس رومانيا : 2015–16

 المغرب
- كأس أمم إفريقيا الوصافة : 2004

فردية
- هداف كأس أمم إفريقيا : 2012

## وصلات خارجية
- حسين خرجة على موقع الاتحاد الدولي (مؤرشف)  (الإنجليزية)
- حسين خرجة على موقع رابطة كرة القدم الفرنسية للمحترفين (الإنجليزية)
- حسين خرجة على موقع قاعدة بيانات كرة القدم.إي يو (الإنجليزية)
- حسين خرجة على موقع ناشيونال فوتبول تيمز (الإنجليزية)
- حسين خرجة على موقع Soccerway.com (الإنجليزية)
- حسين خرجة على موقع عالم كرة القدم.نت (الإنجليزية)
- حسين خرجة على موقع كووورة
- حسين خرجة على موقع أوليمبيديا (الإنجليزية)

- حسين خرجة يوقع لسوشو الفرنسي